# Gezondheidscentrum Asielzoekers
Het Gezondheidscentrum Asielzoekers (GCA) was de Nederlandse landelijke dienst die van 2009 tot 2017 verantwoordelijk was voor de medische zorg in asielzoekerscentra in opdracht van het Centraal Orgaan opvang asielzoekers (COA). Het hoofdkantoor bevond zich in Wageningen. Sinds 1 januari 2018 is deze taak overgenomen door GezondheidsZorg Asielzoekers.
Het GCA werd in 2009 opgericht als dochteronderneming van zorgverzekeraar Menzis. Op 1 januari 2009 werd namelijk het recht van asielzoekers op zorg door het COA vastgelegd in de Regeling Zorg Asielzoekers. Alle asielzoekers in de COA-opvang zijn bij de GCA ingeschreven. Het GCA zorgt voor de eerstelijns zorg. Een andere organisatie, Menzis COA administratie (MCA), zorgt voor het contracteren van andere zorginstellingen. Asielzoekers kunnen alleen zorg afnemen bij een gecontracteerde zorginstelling. Zorginstellingen kunnen vervolgens de kosten declareren bij Menzis.
Bij elk asielzoekerscentrum in Nederland was een huisartsenpraktijk van het GCA gevestigd. Er waren in 2017 ongeveer 70 huisartsenpraktijken verspreid over heel Nederland. Dit aantal varieerde met het openen en sluiten van asielzoekerscentra. Deze huisartsenpraktijken werden ondersteund door een kantoor in Wageningen. Hiernaast was er een praktijklijn in Wageningen die 24 uur per dag bereikbaar was.
In 2017 besloot het COA het contract met de GCA niet te verlengen. Per 1 januari 2018 is de zorg op alle asielzoekerscentra overgenomen door GezondheidsZorg Asielzoekers.